# Hauptstraße 89 (Herne)

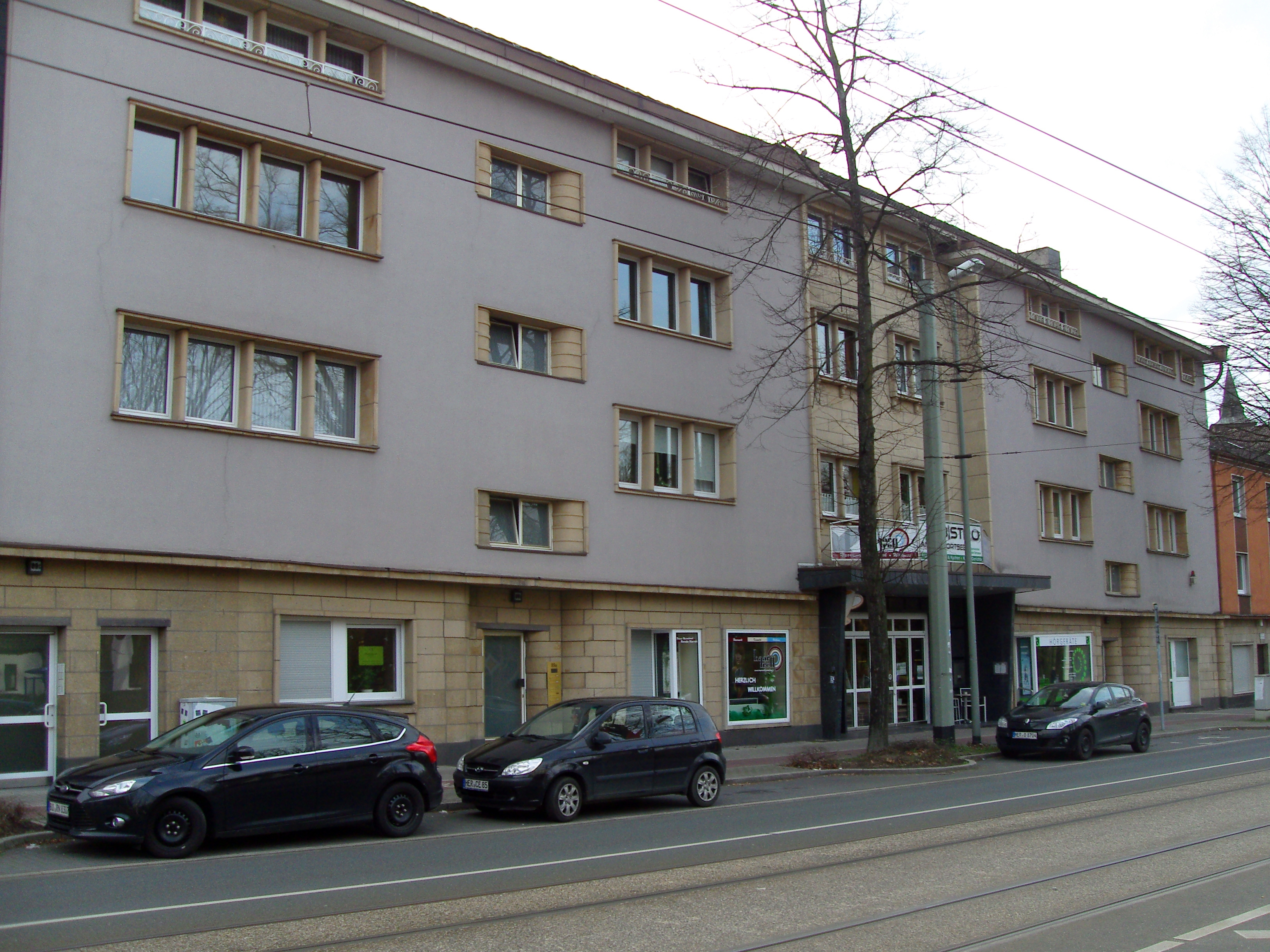
Ansicht von 2014

Das Wohn- und Geschäftshaus Hauptstraße 89 in Herne-Eickel ist ein unter Denkmalschutz stehendes Baudenkmal. Das vis-à-vis des Sportparks gelegene Gebäude entstand 1929 nach einem Entwurf des Architekturbüros Revermann und Gobrecht für die Elektrizitätsversorgung Wanne-Eickel, die im Zuge des Zusammenschlusses der Städte Wanne-Eickel und Herne zur neuen Großstadt Herne 1975 auf die Stadtwerke Herne überging.

## Beschreibung
Der dreieinhalbgeschossige Baukörper (drei Voll- und ein Drempelgeschoss) bemisst in der Breite rund 42 und in seiner Tiefe etwa 11,5 Meter. Der Hof wird rückwärtig über die Harkortstraße erschlossen. 
Das in einem dem Art déco angelehnten Stil errichtete Bauwerk bildete zur Zeit seiner Erbauung den hohen Anspruch der Stadt Wanne-Eickel an eine anspruchsvolle Stadtgestaltung ab. Eine Teilzerstörung während des Zweiten Weltkriegs im mittleren Bereich stellte der Architekt Robert Kaul in Anlehnung an den Ursprungszustand im Jahr 1946 wieder her, ohne dabei diesen zu rekonstruieren. Der zentrale Eingang erschließt die dahinterliegende ehemalige Empfangshalle der Stadtwerke. Sie weist in ihrem Mobiliar noch ganz die Gestaltung der 1950er Jahre auf und wird heute als Café genutzt.
In Abweichung von den weiteren Bauten in Wanne-Eickel der Bauhaus-Schüler Revermann und Gobrecht weist dieser Bau keine Klinkerfassade auf, sondern wird vielmehr durch den Einsatz von Natursteinplatten geprägt, mit denen das Erdgeschoss sowie der mittlere zweiachsige Teil und die Fensterlaibungen gestaltet wurden.
Die Eintragung des Gebäudes Hauptstraße 89 in die Denkmalliste der Stadt Herne erfolgte am 13. September 2011 (Denkmal Nr. A 716). 